# Michel Fleuriet
Michel Fleuriet (Suresnes, 30 de junho de 1945 – 22 de janeiro de 2021) foi um professor universitário, escritor, advogado, economista e banqueiro francês. 
Formou-se em Direito pela Faculdade de Direito de Paris, em Finanças com PhD pela Wharton School da Universidade da Pensilvânia. Atuou como professor de Finanças da École des Hautes Études Commerciales (HEC) (1973-1989) e da Wharton School (2004-2006), bem como professor afiliado da Université Paris-Dauphine e professor associado da Fundação Dom Cabral, tendo exercido a função de perito judicial na área financeira em vários tribunais de justiça.
Além disso, foi presidente do Chase Manhattan SA (1989-1991), diretor do Merrill Lynch Internacional Limited (1991-1992), presidente do HSBC França (1999-2001), entre outros. Entre suas principais obras publicadas em português, têm-se os livros "A dinâmica financeira das empresas brasileiras" (1977 e 1980), "O modelo Fleuriet" (2003) e "A arte e a ciência das finanças" (2003). Atribui-se a ele a chamada Análise Dinâmica do Capital de Giro.